# 契 (殷)
契（せつ、生没年不詳）は、殷王朝の始祖といわれる伝説上の人物。子契（しせつ）ともいう。

## 概要
『史記』殷本紀によれば、有娀氏の娘で帝嚳の次妃であった簡狄が、水浴びをしている時に玄鳥（ツバメ）の卵を呑み、身ごもって生まれたのが契であるという。『詩経』にはこの伝説を歌った「天命玄鳥 降而生商 宅殷土芒芒（天玄鳥に命じて、降りて商を生ましむ。殷の土の芒芒たるに宅れり）」との一編がある。契は後に禹の黄河治水を助け、帝舜がこの業績を評価して契を司徒にし、商の地（商丘）に封じて子という姓を与えたとされる。

## 考証
甲骨学・殷代史研究者の落合淳思によれば、『史記』に系譜が記された契から王亥（殷本紀では「振」）までの7名は殷後期の甲骨文字史料においては祖先祭祀の対象となっておらず、名前そのものも甲骨文字に見られないため、実在の人物ではないとされる。
アジアの始祖神話は、その始祖がどのように生まれたかによって、いくつかの類型があり、始祖が卵で生まれたという『卵生神話』、箱舟に乗って漂流してきたという『箱舟漂流神話』、狼・犬などの動物から生まれたという『獣祖神話』、雷光・日光などにあたって妊娠して生まれたという『感精神話』がある。
歴史学者の三品彰英は、始祖神話を類型化し、それぞれが一定範囲に分布し、その分布が類型によって異なり、類型によって文化境域が設定できることを指摘した。
『卵生神話』は、インドネシア、台湾など南方に分布、北限は朝鮮半島にまでおよび、新羅、金官加耶、高句麗にみられる。『箱舟漂流神話』は黄海、東シナ海、南シナ海縁辺に分布する南方海洋神話である。『獣祖神話』は、モンゴル、突厥など北アジアに分布し、『感精神話』はもっとも普遍的で、漢人の始祖神話はほとんどこれに属するが、その場合、『雷電・星辰によるもの』が多く、『日光によるもの』に限れば、満洲・蒙古諸族が分布の中心となる。その中間的なものが、『天降りの霊物によるもの』で、契のように「玄鳥の卵を飲んで」というものがそれに含まれ、漢人と満洲・蒙古諸族とに等しく分布する。